# アックスマンガ新人賞
アックスマンガ新人賞（あっくすまんがしんじんしょう）は、青林工藝舎が主催する新人漫画賞である。受賞は漫画雑誌『アックス』にて発表される。
青林工藝舎のホームページには、「マンガ誌『アックス』では、マンガへの新しい可能性を求めるべく、年間マンガ新人賞を創設。元来のマンガの枠にとらわれず、独創性溢れる作品がここから生まれることを、おおいに期待します！」とある。

## 第1回～10回

### 第1回
（1999年4月末発表／アックスVol.8）
- 佳作：鷹羽正臣「尋ね人」、
- 佳作：オカダシゲヒロ「空の色」（小田桐宗 名義）
- 奨励賞：あらいあき「満月子さんのはなしのはなし」
- みうら＆根本賞：大珠沙利「金剛沙捶の解放」、
- ルックス賞：とんだばやし（とんだばやしロンゲ）「新幹線一番」

最終候補：市橋俊介、庵原朋子、萩原利恵、加茂ルリ子、伊藤静、河内遥、シギイアツ、ケイシマドカ、太田基之、烏屋さと志（カラスヤサトシ）、白石ニコ、オムツうさぎちゃん

### 第2回
（2000年4月末発表／アックスVol.14）
- 佳作：島田虎之介「エンリケ小林のエルドラド」
- 佳作：オカジマアヤコ「きみの横顔」
- 奨励賞：近藤聡乃 「小林加代子」  ※こんどうあきの 名義
- 奨励賞：荻原利夫「美しい友情」、緋山ハト子「GETTIN FUNKY」

最終候補：AKI（aki）、太田基之、市橋俊介、重松ススム

### 第3回
（2001年4月末発表／アックスVol.20）
- 佳作：河内遙「ひねもすワルツ」
- 佳作：田房永子「中西君」（若松綾乃 名義）
- 林静一賞：中野シズカ「ワオンアパート」
- 南伸坊賞：後藤友香「マンホールの謎」

最終候補：スカイ久助、クリハラタカシ、松邑芳春、太田基之、広瀬紅（ひろせべに）、aki、豊原二三夫

### 第4回
（2002年4月末発表／アックスVol.26）
- 林静一＆南伸坊個人賞：ル・オクレゲ「禍父何双六城」
- 花くまゆうさく個人賞：横山裕一「ネオ体育」
- 敢闘賞：村岡マサヒロ「ジャスティス」

最終候補：林孝治、先本タダシ、ひろせべに、Asada Jun、鳥子悟（太田基之）

### 第5回
（2003年4月末発表／アックスVol.32）
- 奨励賞：杉山実「三つこぶ丘発電所」他2編
- 佳作：英之助「菅原家」、
- 佳作：堀道広「みんき」
- 林静一賞：星園すみれ子「創世記」（辻村典子 名義）
- 南伸坊個人賞：勝又マミ「あなたの知らない世界」
- 古屋兎丸個人賞：春（池田ハル）「Nana」

最終候補：阿部平太、裏留どどめ（うらどめどどめ）、浜岡祥子

### 第6回
（2004年4月末発表／アックスVol.38）
- 奨励賞：桐山裕市「屍錦」
- 佳作：佐藤伸幸「異界の家族ー軟骨一家」、アガリエ「ユウコ」
- 林静一個人賞：高橋宏幸「ＯＸＣＲＹ」
- 南伸坊個人賞：うらどめどどめ「侵入」
- 本秀康個人賞：コマツシンヤ「睡沌気候」（※小松真也 名義）

最終候補：小林少年、匂坂典子、コハラジュン

### 第7回
（2005年4月末発表／アックスVol.44）
- 佳作：齋藤裕之介（斉藤祐之介 名義）「サメ叩き」他、
- 佳作：田中六大「返却日」
- 林静一個人賞：阿満英一「アガペー観測」
- 南伸坊個人賞：藤宮史「黒猫堂商店の一夜」
- 久住昌之個人賞：ひろせべに「ニックと再会」

最終候補：大西大、中野滋、広中真悟、大西あや

### 第8回
（2006年4月末発表／アックスVol.50）
- 努力賞：高橋咲詠
- 努力賞：今井栄一
- 努力賞：逆裏書
- 努力賞：緑魚

最終候補：竹沢伸彦、苺野夢子+TPG、前田祐作・小野寺祐子

### 第9回
（2007年4月末発表／アックスVol.56）
- 佳作：世良田美波「AWA」、鈴木詩子「真夜中の青春」
- 準佳作：崔永珉、
- 林静一賞：リZム（ニエノ）、
- 南伸坊＆東陽片岡賞：福沢美菜子（福沢光成子）

最終候補：服部ともあき、まちだひとし、かなまち京成、杉崎貴史、陣信行、藤田みゆき、田中麻里子

### 第10回
（2008年4月末発表／アックスVol.62）
- 林静一賞：廣中なかひろ(広中真悟)
- 南伸坊賞：今井栄一
- 福満しげゆき賞：荘戸蛍木

最終候補：広崎晃司、古澤浩二、垣内悠友子、高橋賢一郎、藤田みゆき、西本聖、陣信行、かなまち京成

## 第11回～20回

### 第11回
（2009年4月末発表／アックスVol.68）
- 辰巳ヨシヒロ賞：具伊井戸夫

最終候補：ぽっきー太郎、森泉岳土、はと、広崎晃司、山本パブ、服部ともあき、三浦知晃、藤田みゆき

### 第12回
（2010年4月末発表／アックスVol.74）
- 林静一賞：甲山弓
- 島田虎之介賞：塚本昌善

最終候補：タナカヒデマサ、杉山晴彦、岩松裕太、中島ハルヤ、稲田萌、山田英子

### 第13回
（2011年4月末発表／アックスVol.80）
- 佳作：小口十四子「中学生Debut」
- 南伸坊賞：筒井ヒロミ「トロミちゃん１＆２」
- 林静一賞：磋藤にゅすけ「すめぐま」
- ひさうちみちお賞：漫兆クライシス「樹海ボーヤ」

最終候補：加藤ペピン

### 第14回
（2012年4月末発表／アックスVol.86）
- 佳作：関根美有「ユングフラウヨッホ」
- 奨励賞：神村篤「暖かい日陰に」

最終候補：よこやまかずえ、ムライ、片木悠太、増田和子

### 第15回
（2013年4月末発表／アックスVol.92）
- 佳作：和田キジコ「ねぼけノート」、岡田衛「お弁当」
- 奨励賞：増田和子もちくん」

最終候補：造田秀樹、わだちず

### 第16回
（2014年4月末発表／アックスVol.98）
- 佳作：馬酔木春「業!業!アゲインスト」
- 林静一賞：たなかときみ
- 南伸坊賞：わだちず
- 駕籠真太郎賞：ジェスロマル「肯定マン」

最終候補：（候補者全員受賞）

### 第17回
（2015年4月末発表／アックスVol.104）
- 佳作：大山海「頭部」
- 奨励賞：工藤正樹「約束」
- 林静一賞：モリノダイチ
- 南伸坊賞：Richard Oden
- 堀道広賞：てらだこうじ（寺田浩司 名義）

最終候補：（候補者全員受賞）※編集部推薦作品として富樫早智

### 第18回
（2016年4月末発表／アックスVol.110）
- 審査員特別賞：天狗ボーイとも「ファミリーレストラン」

最終候補：福士開、日𠮷ゆい子、吉澤こうじ、藤原光

### 第19回
（2017年4月末発表／アックスVol.116）
- 佳作：マイケル・オブティン・マダディ「東京アンジュレーション」
- 準佳作：石原丸(綾野本汰)「日々だよ」

最終候補：子供専門はとぽっぽ。、とみせちり、雨陽曲泄、スズキハルカ

### 第20回
（2018年4月末発表／アックスVol.120）
- 奨励賞：清水沙「ノスタルジア」
- 佳作：福士開
- 準佳作：藤田りょう

最終候補：吉澤こうじ、香取有理子、日𠮷ゆい子

## 第21回～

### 第21回
（2019年4月末、アックスVol.128）
- 本秀康個人賞：飯田舞「Planet King」
- 南伸坊個人賞：今村風子「寒山さんと拾得さん」
- 林静一個人賞：鈴木ミロ「月世界」

### 第22回
（2020年4月末、アックスVol.134）
- 佳作：松田光市「テキヤ」
- 佳作：タカハシツネミ「新人森田くん」

### 第23回
（2021年4月末、アックスVol.140）
- 林静一個人賞：清水貴道「僕たちの結婚」
- 南伸坊個人賞：ドブリン「しずちゃん」
- 島田虎之助個人賞：鈴木絹彩「日曜、午後4時」

### 第24回
（2022年4月末、アックスVol.146）
- 南伸坊個人賞：ESDOR.「蛙神社の勇者」
- 林静一個人賞：夜野ムクロジ「一点先の停車駅」

### 第25回
（2023年4月末、アックスVol.152）
- 南伸坊個人賞：中村太一「人形泥棒」
- 林静一個人賞：荒井瑞貴「さよなら、きよちゃん。」
- 吉泉知彦個人賞：ふじいりょうじ「ハードに火をつけて」

### 第26回
（2024年4月末、アックスVol.158）
- 佳作：塚原裕基「球場の思い出」
- 準佳作：宗篤「松浦正幸の『マツウレディオ!!』」

### 第27回
（2025年4月末、アックスVol.164）
- 大賞：猫黒「少女K 其二」
- 佳作：松下由未子「たるすけ」
- 奨励賞：松浦だゐき「開拓の手」